# Copa La Vitalicia
La Copa La Vitalicia 2012, es un cuadrangular binacional de fútbol de carácter amistoso y se juega en una sede fija (Puerto La Cruz, Venezuela) con un total de 4 equipos participantes: All Boys, Boca Juniors, Deportivo Anzoátegui y Atlético Venezuela. Se presentará en Puerto La Cruz en el mes de julio del 2012. La Copa la obtendrá el que llegue a la final y gane ese partido.
El nombre La Vitalicia le corresponde a la copa porque es a una empresa de seguros de Venezuela quien la organiza.
El equipo que se consagró campeón de esta competición internacional fue el Boca Juniors al vencer en la ronda de penales al All Boys, luego de que la final terminara en empatada 1 a 1 la noche del lunes 30 de julio en tierras venezolanas.
Los equipos que disputaron la final son aquellos que ganaron el primer partido correspondiente a la fecha 29 de julio.

## Tabla de posiciones final
| Equipo               | Pts | PJ | PG | PE | PP | GF | GC | Dif |
| -------------------- | --- | -- | -- | -- | -- | -- | -- | --- |
| Boca Juniors         | 6   | 2  | 2  | 0  | 0  | 10 | 4  | +6  |
| All Boys             | 3   | 2  | 1  | 0  | 1  | 4  | 5  | -1  |
| Atlético Venezuela   | 3   | 2  | 0  | 0  | 1  | 7  | 7  | 0   |
| Deportivo Anzoátegui | 0   | 2  | 0  | 0  | 2  | 7  | 9  | -2  |

|  | Equipo campeón.    |
|  | Equipo subcampeón. |

## Partidos
|  | Semifinales          | Semifinales |       |                      | Final              | Final       |  |
|  | 29 de junio          | 29 de junio |       |                      | 30 de junio        | 30 de junio |  |
|  |                      |             |       |                      |                    |             |  |
|  |                      |             |       |                      |                    |             |  |
|  | Deportivo Anzoátegui | 1 (2)       |       |                      |                    |             |  |
|  | Boca Juniors         | 1 (4)       |       |                      |                    |             |  |
|  |                      |             |       |                      |                    |             |  |
|  |                      |             |       |                      |                    |             |  |
|  |                      |             |       |                      | Boca Juniors       | 1 (4)       |  |
|  |                      | All Boys    | 1 (1) |                      |                    |             |  |
|  |                      |             |       |                      |                    |             |  |
|  |                      |             |       |                      |                    |             |  |
|  |                      |             |       |                      | Tercer lugar       |             |  |
|  |                      |             |       |                      |                    |             |  |
|  | Atlético Venezuela   | 1           |       | Deportivo Anzoátegui | 1 (4)              |             |  |
|  | All Boys             | 2           |       |                      | Atlético Venezuela | 1 (5)       |  |

### Semifinales
| 29 de julio de 2012, 19:45 | Atlético Venezuela | 1 - 2 | All Boys                   | Estadio José Antonio Anzoátegui, Puerto La Cruz |                              |
|                            | Uribe 85'          |       | Morel 44' (p.) · Matos 67' | Árbitro(s): Juan Manuel Hoyo                    | Árbitro(s): Juan Manuel Hoyo |

| 29 de julio de 2012, 22:15 | Deportivo Anzoátegui | 1(2) - 1(4) | Boca Juniors | Estadio José Antonio Anzoátegui, Puerto La Cruz |                       |
|                            | Reyes 17'            |             | Álvarez 74'  | Árbitro(s): Sin datos                           | Árbitro(s): Sin datos |

### Tercer puesto
| 30 de julio de 2012, 19:00 | Atlético Venezuela | 1(5) - 1(4) | Deportivo Anzoátegui | Estadio José Antonio Anzoátegui, Puerto La Cruz |  |
|                            |                    |             |                      | Árbitro(s):                                     |  |

### Final
| 30 de julio de 2012, 22:15 | All Boys | 1(1) - 1(4) | Boca Juniors | Estadio José Antonio Anzoátegui, Puerto La Cruz |  |
|                            |          |             |              | Árbitro(s):                                     |  |

| Argentina                        |
| Campeón 1.er título Boca Juniors |